# TJ Dukla Praga
TJ Dukla Praga – czechosłowacki, a obecnie czeski wielosekcyjny klub sportowy z siedzibą w Pradze, założony 1 października 1948.